# Nicolaus Bruhns
Nicolaus Bruhns (Schwabstedt, Schleswig-Holstein, 1665 - Husum, Schleswig-Holstein, 1697) fou un compositor, violinista i organista alemany.
Aquest músic alemany fou deixeble de Buxtehude a Lübeck i era executant notable, tant en l'orgue com en el violí; per recomanació del seu mestre, va obtenir la plaça d'organista a Copenhague i més tard a Husum. Era meravellosa la facilitat amb què tocava al violí a doble corda i amb freqüència embadalia l'auditori amb bellíssimes improvisacions en un i altre instrument. La col·lecció Música Sacra de Commer conté tres belles composicions per a orgue de Bruhns; les obres restants d'aquest compositor (cantates, fuges per a orgue, música sagrada, etc.,) continuen inèdites.